# Načal'nik Čukotki
Načal'nik Čukotki (Начальник Чукотки) è un film del 1966 diretto da Vitalij Vjačeslavovič Mel'nikov.